# 小行星9435
小行星9435（英語：9435）是一颗围绕太阳公转的小行星。1997年2月12日，小林隆男在大泉天文台发现了此天体。
这颗小行星的绝对星等为212.012821952019等。